# Königsberg (Tieschen)

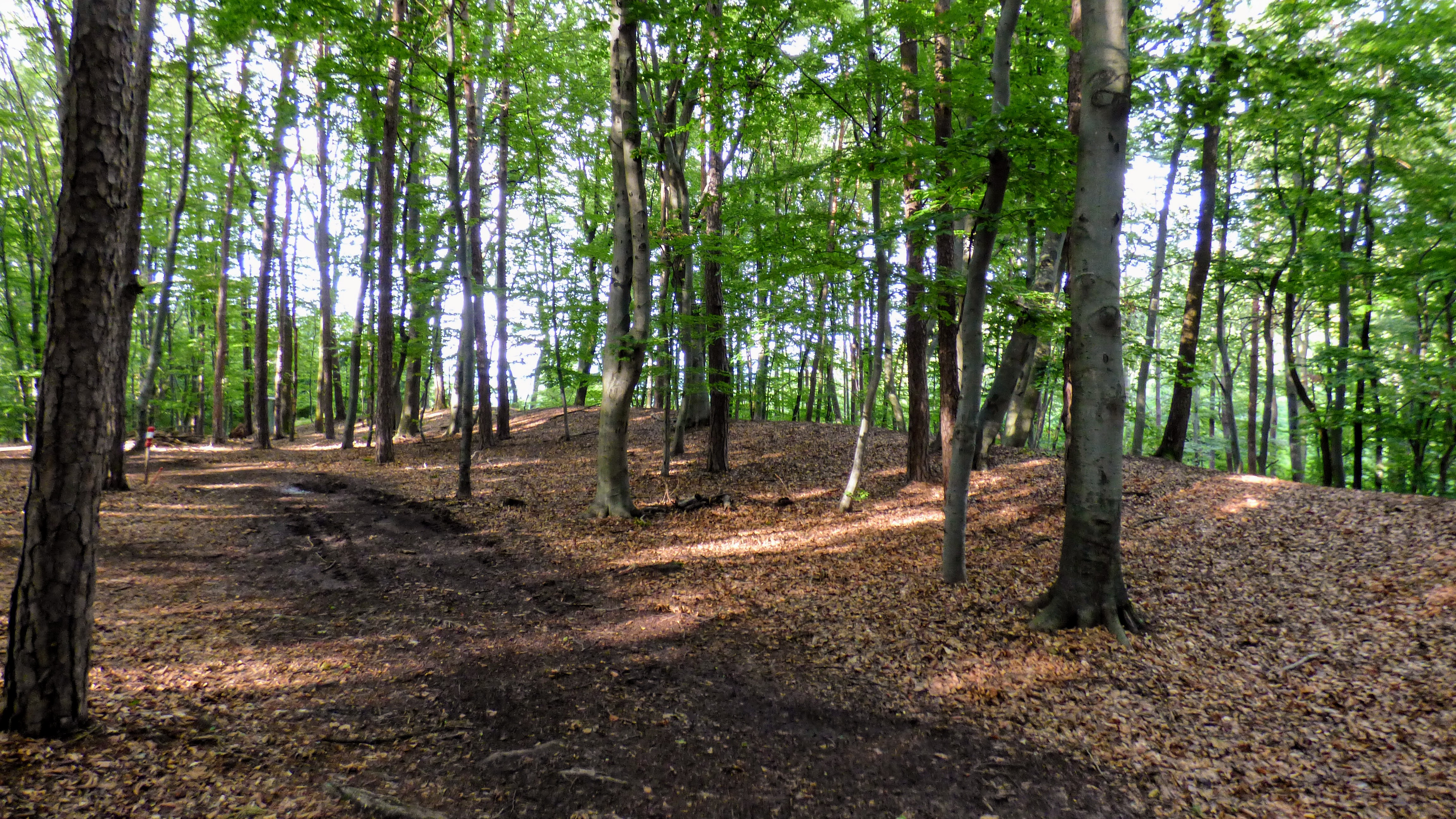
Reste der prähistorischen Wallanlage

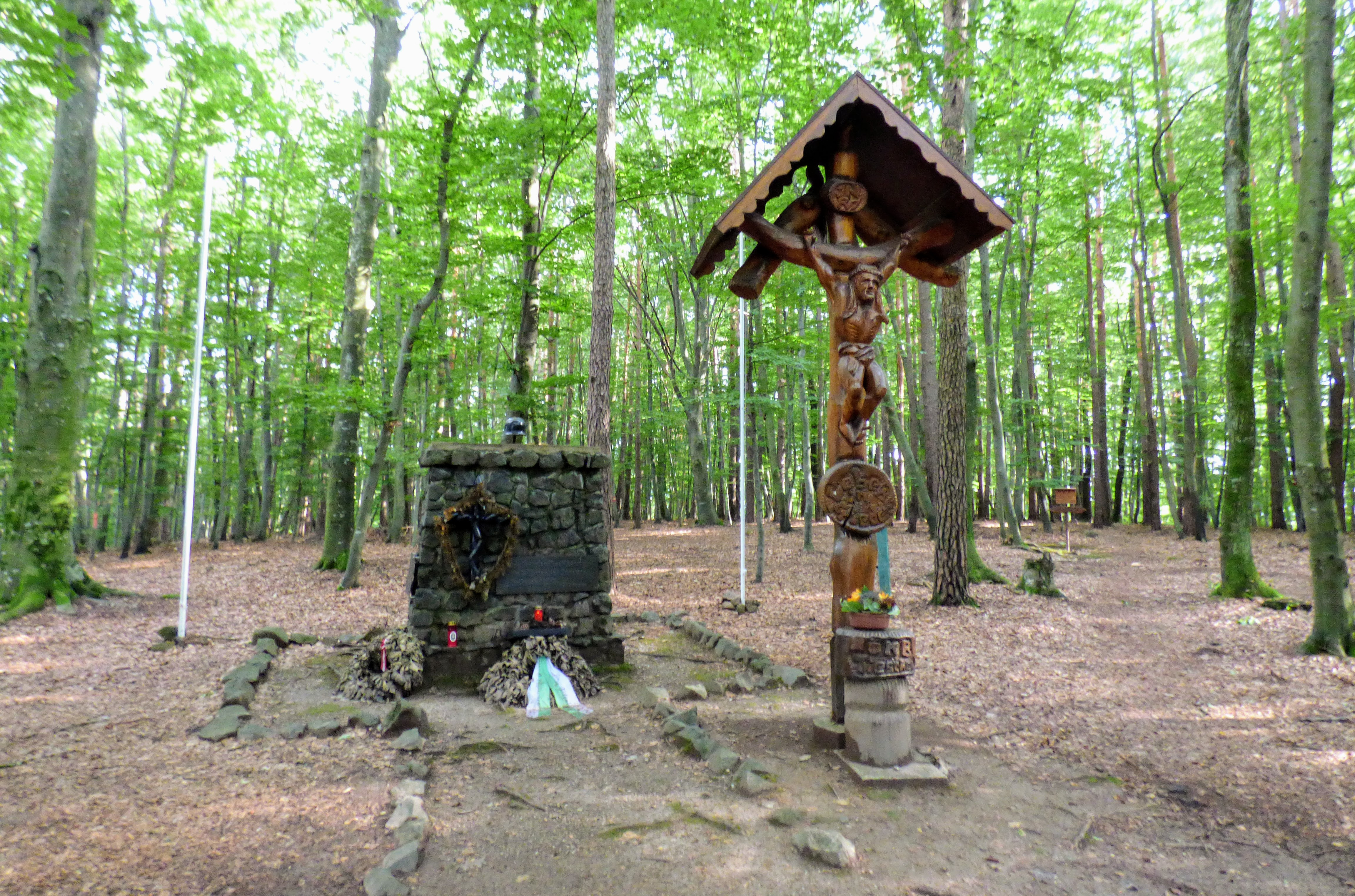
Kriegerdenkmal innerhalb der Wallanlage

Der Königsberg (auch Kindsbergkogel genannt) befindet sich in der Marktgemeinde Tieschen im Bezirk Südoststeiermark in der Steiermark, Österreich.

## Name
Der Königsberg wird 1406 erstmals als Chunigesberg erwähnt. Die Bezeichnung Königsberg ist in der Steiermark nicht ungewöhnlich. Ein weiterer Berg mit dieser Bezeichnung befindet sich im Bezirk Leibnitz (bei Weißheim/Nestelberg/Heimschuh). Auch der Name des Dorfes Kunšperk in Slowenien (früher Königsberg in der Untersteiermark) ist eine direkte Übersetzung aus dem Deutschen. Ein besiedelter Teil von Tieschen hat die Bezeichnung Königsberg.

## Lage und Umgebung
Rund um das Klöcher Massiv, zu welchem der am nördlichen Ende gelegene Königsberg (459 m ü. A., nach anderer Angabe 462 Meter) gehört, befinden sich mehrere Siedlungen. Im Westen Tieschen, nordwestlich Pichla bei Radkersburg, im Nordosten Deutsch-Haseldorf, im Osten und Süden das Gemeindegebiet von Klöch mit mehreren kleineren Dörfern (z. B. Gruisla) und im Südosten das Dorf Klöch, im Südwesten die Katastralgemeinde Jörgen (Teil von Tieschen).
Der Königsberg selbst liegt auf dem Gemeindegebiet der Katastralgemeinde Pichla bei Radkersburg und gehört seit 1. Jänner 1951 zur Großgemeinde Tieschen (Gemeindezusammenlegung).
Im Süden, etwa 200 Meter Luftlinie entfernt, befindet sich die Basaltspalte von Tieschen und in etwa 1200 Meter Luftlinie der Basaltsteinbruch Klöch. Bei der Basaltspalte führt auch der Sonnengesangsweg vorbei.

## Gewässer
Am Königsberg selbst entspringt kein Gewässer. Einige schmale Gerinne entspringen südlich dem Klöcher Massiv. Der Klausenbach entspringt östlich des Klöcher Massivs in der Nähe der L 234.

## Geologie
Vor etwa 18 Millionen Jahren begann sich das Steirische Becken im Zuge tektonischer Prozesse zu senken. Mit der fortschreitenden Absenkung drang das Wasser der Paratethys von Südosten her in das Becken ein und es bildete sich eine große Meeresbucht mit aktivem Vulkanismus. Erdbeben und am Meeresgrund auftretende heiße Quellen ließen glutflüssiges Magma durch Spalten und Klüfte an die Erdoberfläche gelangen. Zahlreiche weitere vulkanische Vorkommen im steirischen Becken entstanden vor etwa zwei bis fünf Millionen Jahren (Pleistozän) durch vulkanische Aktivitäten. Das Klöcher Massiv ist Teil des Vulkanbogens, der in Slowenien beginnt und über Kärnten weiter in Richtung Südoststeiermark verläuft.
Der Königsberg selbst und der nördliche Teil des Klöcher Massivs ist nach gängiger wissenschaftlicher Meinung ein Aufschüttungskegel (Basaltkörper) aus Vulkanschlacken und Tuffen mit Radialspalten. In diese drang während späterer Extrusionen basaltisches Material ein und das Massiv gehört der jüngeren Vulkanismusperiode an (bis zum frühen Pleistozän). Das Alter der Klöcher Vulkanite wurde auf ca. 2 Millionen Jahre eingegrenzt.
Der südliche Teil des Klöcher Massivs ist ein mit basaltoidem Magma aufgefüllter Kesselkrater (Caldera).

## Wallanlage
Auf und um den Königsberg befindet sich eine prähistorische Wallanlage (Wallanlage Königsberg), die seit dem 4. Jahrtausend v. Chr., mit Unterbrechungen, besiedelt gewesen sein soll und eine Fläche von bis zu rund 10 Hektar einnahm. Funde gibt es hier auch aus der Zeit der Urnenfelderkultur, Hallstatt- und Latènezeit.
Zur Zeit der Türken- und Kuruzzenkriege wurde die Wallanlage temporär als Zufluchtsort benützt.
Die Reste der Anlage sind seit 1822 der Wissenschaft als prähistorisch bekannt und ab 1840 wurden Ausgrabungen durchgeführt. 1928 fand die erste professionelle Ausgrabung durch das Joanneum statt. Dabei wurden Grundrisse von Häusern freigelegt.
Während des Zweiten Weltkrieges besetzte die Wehrmacht diese Wallanlage und verteidigte sie gegen die Rote Armee. Durch die Suche nach Kriegstoten wurden weitere archäologische Objekte gefunden. Dadurch ist eine dichte Besiedlung der Wallanlage dokumentiert.